# Ali Boussaboun
Ali Boussaboun (* 18. Juni 1982 in Tanger) ist ein ehemaliger marokkanischer Fußballspieler.

## Karriere

### Verein
1996 begann Boussabouns Profi-Fußballerkarriere beim niederländischen Verein ADO Den Haag in der Eerste Divisie. Nachdem er in seinem ersten Profijahr auf nur fünf Einsätze kam, erarbeitete sich der Stürmer im Jahr darauf einen Stammplatz und erzielte seinen ersten Ligatreffer. Mit insgesamt acht Treffern war er an einem guten fünften Platz maßgeblich beteiligt. Zur Saison 2000/01 erreichte die Mannschaft nur den 16. Platz in der zweiten Liga. Boussabouns fünfzehn Saisontore halfen beim Kampf um den Klassenerhalt. Diese Leistung blieb den Eredivisie-Klubs nicht unbemerkt, so dass es ihn nach Ablauf der Saison zum FC Groningen zog. Bereits nach einem Jahr kehrte er dem Klub wieder den Rücken und heuerte bei Ligakonkurrenten NAC Breda an. In Breda blieb der Stürmer drei Jahre. Mit Platz vier 2002/03 erreichte man die beste Platzierung seit Bestehen der Eredivisie. Im Sommer 2005 zog es den Angreifer zum niederländischen Spitzenverein Feyenoord Rotterdam. Nachdem er im ersten Jahr noch zu regelmäßigen Einsätzen kam, entschieden die Feyenoord-Verantwortlichen in der Winterpause 2006/07, Boussabouns an den FC Utrecht zu verleihen, nachdem sich der Angreifer nicht gegen Angelos Charisteas, Pierre van Hooijdonk und Stijn Huysegems durchsetzen konnte. Zu einer Rückkehr nach Rotterdam kam es nicht und der Stürmer ging ins Ausland zum Al-Wakrah SC. Beim Verein aus Katar hielt es ihn aber nicht lange und im Sommer 2008 kehrte er wieder in die Niederlande zurück, wo er erneut zum FC Utrecht transferierte. Beim FCU kam der Angreifer zu regelmäßigen Einsätzen. Trotzdem entschieden die Klub-Bosse gegen eine weitere Beschäftigung des Stürmers. Boussaboun wechselte schließlich nach Dubai zum Al-Nasr Sports Club. Wiederum nach einer Spielzeit kehrte er zum zweiten Mal in die Eredivisie zurück und schloss sich erneut NAC Breda an. Nach einer Saison wurde sein Vertrag nicht verlängert. Er war einige Monate ohne Verein, ehe ihn ADO Den Haag unter Vertrag nahm. Dort blieb er erneut lediglich bis Saisonende. Im Sommer 2012 wechselte er zu Quick Den Haag in den niederländischen Amateurfußball. Anfang 2014 schloss er sich VV Haaglandia an. Mit der Insolvenz des Klubs im Jahr 2015 endete auch Boussabouns Karriere.

### Nationalmannschaft
Boussaboun ist aktueller Nationalspieler Marokkos. Sein Debüt gab der Spieler am 26. März 2005 im Qualifikationsspiel für die Fußball-Weltmeisterschaft 2006 gegen Guinea. Trainer Badou Ezaki Zaki wechselte ihn damals in der 65. Minute für Mounir Diane ein. 2006 war Boussaboun im Aufgebot für die Fußball-Afrikameisterschaft. Dabei kam es in den drei Vorrundenspielen zu drei Kurzeinsätzen für sein Land. Durch zwei Unentschieden und eine Niederlage schied das Team allerdings frühzeitig ohne Torerfolg aus. Sein Debüt im Afrika-Cup gab Boussaboun am 21. Januar 2006 gegen die Elfenbeinküste, als er zur 83. Minute für Houssine Kharja eingewechselt wurde.

## Wissenswertes
- Neben der marokkanischen besitzt Boussaboun auch die Staatsbürgerschaft der Niederlande.